# 66 Velorum
66 Velorum (a Velorum) é uma estrela na direção da Vela. Possui uma ascensão reta de 08h 46m 01.65s e uma declinação de −46° 02′ 29.5″. Sua magnitude aparente é igual a 3.87. Considerando sua distância de 1552 anos-luz em relação à Terra, sua magnitude absoluta é igual a −4.52. Pertence à classe espectral A1III.